# Жидоштица (Мехединци)
Жидоштица (рум. Jidoștița) насеље је у Румунији у округу Мехединци у општини Брезница Окол. Oпштина се налази на надморској висини од 236 m.

## Становништво
Према подацима из 2002. године у насељу је живело 1022 становника, од којих су сви румунске националности.